# NGC 3138
NGC 3138 је спирална галаксија у сазвежђу Хидра која се налази на NGC листи објеката дубоког неба.
Деклинација објекта је - 11° 57' 26" а ректасцензија 10h 9m 16,6s. Привидна величина (магнитуда) објекта NGC 3138 износи 14,8 а фотографска магнитуда 15,6. Налази се на удаљености од 103,023 милиона парсека од Сунца. NGC 3138 је још познат и под ознакама MCG -2-26-32, PGC 29532.